# BST1
Bst1 (англ. Bone marrow stromal cell antigen 1; ADP-ribosyl cyclase 2; CD157; КФ 3.2.2.6) — мембранный белок, фермент класса гидролаз, продукт гена человека BST1.

## Ген
Ген белка BST1 является парологом (дубликатом) гена CD38. Оба гена расположены у человека на 4-хромосоме (4p15).

## Каталитическая реакция
АДФ-рибозилциклаза CD157 карализирует следующую реакцию гидролиза никотинамидадениндинуклеотида:
NAD+ + H2O = АДФ-D-рибоза + H+ + никотинамид

## Функции
Bst1/CD157 — белок, заякоренный на мембране за счёт гликозилфосфатидилинозитола. Bst1 облегчает рост пре-B-лимфоцитов. Аминокислотная последовательность Bst1 имеет 33 % сходства с белком CD38. Высокий уровень экспрессии Bst1 обнаружен на стромальных клетках костного мозга от больных ревматоидным артритом. Нарушения в B-лимфоцитах при ревматоидном артрите, по крайней мере частично, связаны с повышенной экспрессией Bst1 в строме костного мозга.
CD157 и CD38 входят в семейство ферментов АДФ-рибозилциклаз, которые карализируют образование никотинамида и аденозиндифосфатрибозы (ADPR) или циклической АДФ-рибозы (cADPR) из NAD+, причём CD157 является гораздо более слабым катализаторо, чем CD38. cADPR необходима для регуляции Ca22+в клетках. Из двух ферментов только CD38 гидролизует cADPR в ADPR. В то время как CD38 экспрессирован во многих тканях, CD157 обнаружен в кишечнике и лимфоидной ткани.
CD157 играет важную роль в контролировании миграции лейкоцитов, лейкоцитарной адгезии к кровеносным сосудам и трансмиграции лейкоцитов через сосудистую стенку.
CD157 участвует в процессе макрофагльного фагоцитоза бактерий Mycobacterium tuberculosis, вызывающих развитие туберкулёза.
CD157 экспрессируется клетками острого миелоидного лейкоза и используется при диагностики заболевания, как терапевтическая мишень и для прослеживания течения лейкоза.